# Classe de feux
 (décembre 2014).
Si vous disposez d'ouvrages ou d'articles de référence ou si vous connaissez des sites web de qualité traitant du thème abordé ici, merci de compléter l'article en donnant les références utiles à sa vérifiabilité et en les liant à la section « Notes et références ».
Dans le cas d'un incendie, on catégorise les feux suivant la nature de ce qui brûle en classes de feux : les classes A, B, C, D et F. Les classes les plus communes sont les trois premières A, B, C et les plus faciles à éteindre. La classe D caractérise généralement un risque industriel et est la moins connue, plus dangereuse et difficile à éteindre : c'est pourquoi le particulier laissera son extinction aux seuls spécialistes.

## Classes de feux

### Classe A
La classe A caractérise les feux « secs ». Il s'agit de matériaux solides dont la combustion forme des braises (cellulose, bois, papier, carton, tissu, fourrage, coton, etc.). Ce sont des matériaux particulièrement inflammables.
Leur combustion est :
- vive (avec flammes) ;

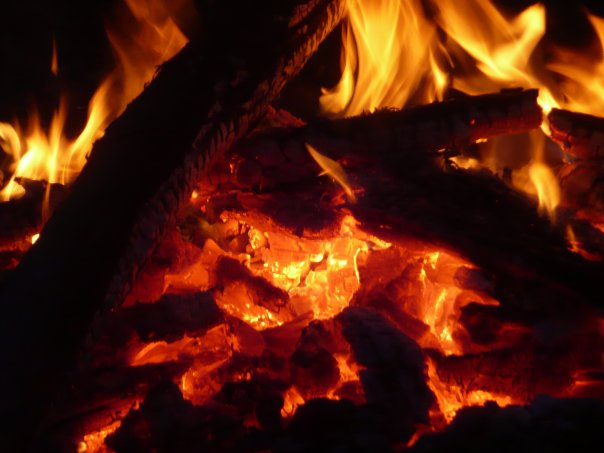
Flammes et braises.

- ou lente (sans flamme visible, mais avec formation de braises incandescentes).

La phase de combustion lente peut être relativement longue avant que n’apparaissent les premières flammes, notamment lorsqu'il y a un manque de comburant. Il s’agit dans ce cas de feux « couvants » que le moindre courant d'air peut activer.
Les feux de classe A sont généralement éteints avec de l'eau.

### Classe B
La classe B caractérise les feux « gras ». Il s'agit des liquides et des solides liquéfiables (hydrocarbures, goudron, brai, bougies, graisses, huiles, peintures, vernis, alcools, cétones, solvants et produits chimiques divers). Ils flambent ou s’éteignent, mais ne couvent pas. Il n’y a donc pas de combustion lente et l’abattage des flammes provoque directement l’extinction. Leur capacité à s’enflammer dépend du point d'éclair propre à chaque produit (température minimale à laquelle il émet suffisamment de vapeurs pour former avec l’air ambiant une atmosphère inflammable). En revanche, il peut y avoir rallumage brutal tant que la température avoisine celle de « l’auto-inflammation » (température à laquelle un mélange gazeux combustible peut s’enflammer spontanément sans la présence de flamme ou d’étincelle). C’est pourquoi, l’extinction complète ne peut être obtenue qu’après une phase de refroidissement.
Leur combustion provoque un dégagement de gaz toxiques et/ou corrosifs (chlore, cyanure, monoxyde de carbone, etc.) particulièrement dangereux pour l’environnement et souvent explosif à leur tour. Lors de ce type d'incendie les pompiers s'assurent d'une ventilation efficace. De plus, des réactions chimiques imprévisibles peuvent se produire au contact de l’eau, de la fumée, des gaz chauds ou d’autres produits.

#### Liquides inflammables non miscibles à l'eau (essence, huiles, éthers, pétrole,etc.)
Il est en général impossible de les éteindre avec de l'eau. Les liquides en feu surnageant l'eau risquent de porter le feu dans le voisinage ou dans les égouts. Les deux agents extincteurs les plus efficaces sont la poudre pour les feux de faible importance et la mousse pour les nappes de grande superficie.

#### Liquides inflammables miscibles à l'eau (alcool, acides,etc.)
Un feu de faible étendue peut être éteint par les pompiers à l'aide d'une lance en jet diffusé. Pour les feux plus importants, le CO2 et la poudre sont les meilleurs agents d’extinction.

#### Solides liquéfiables (plastiques, caoutchoucs, goudrons,etc.)
Ces feux dégagent une grande énergie thermique et beaucoup de fumées. Ils sont généralement éteints avec de l’eau ou de la mousse.

### Classe C
La classe C caractérise les feux de gaz (gaz naturels, gaz de pétrole liquéfiés comme le butane ou le propane, ou d'autres produits à l'état gazeux comme des produits chimiques). Leur mise à feu s'accompagne généralement d'une explosion, d'autant plus violente que le mélange air-gaz s'effectue dans des proportions optimales entre les limites inférieure et supérieure d'explosibilité.
Ces feux se présentent sous forme de fuite enflammée, plus ou moins importante en fonction de la pression de stockage ou de transport, ainsi que du diamètre de la fuite. Il ne faut pas chercher à éteindre la fuite. L'accumulation du gaz continuant à s'échapper peut provoquer une explosion. L'extinction se fait en barrant la conduite. En cas de nécessité absolue, l'extinction de la fuite s'effectue avec de la poudre.

### Classe D
La classe D caractérise les feux de métaux. Les poudres D sont spécifiques à chaque type de combustible et se trouvent principalement dans des environnements industriels très particuliers. Leur combustion est généralement violente et très luminescente.
Au contact de l'eau ces métaux en feu réagissent violemment en provoquant un dégagement d’hydrogène qui crée un risque d’explosion.
Certains métaux, comme le sodium, le magnésium, le potassium ou encore le phosphore blanc, peuvent s’enflammer spontanément en présence de l’air, voire exploser. D’autres ne peuvent le faire que lorsqu’ils sont à l’état de poudre ou de copeaux (aluminium par exemple).

### Feu d'équipements électriques (classe C, ex-classe E)

Classe E.

Jusqu'à il y a quelques années, il existait une classe E qui désignait les « feux d'origine électrique » provenant d'équipements électriques sous tension (cette classification existe toujours dans le système américain sous la classe C). Celle-ci servait à attirer l'attention sur le danger et l'approche différente qu'implique l'électricité. Leur extinction est plutôt réservée aux spécialistes à cause du danger d'électrocution : l'eau pure est à proscrire. Le CO2 est très efficace contre les feux des moteurs électriques, relais, transformateurs, postes techniques, etc. La poudre est également efficace mais déconseillée sur un tableau électrique[pourquoi ?]. On peut aussi utiliser l'eau pulvérisée qui est utilisable en présence d'une tension inférieure à 1 000 V (en comparaison, la tension domestique ne dépasse pas 240 V), car l'eau est pulvérisée en gouttelettes, et le jet n'est ainsi pas conducteur d'électricité. Attention néanmoins à l'eau de ruissellement qui, elle, est conductrice et risque de mouiller le sol. Si l'extincteur est défectueux, la pulvérisation peut ne pas être réalisée correctement et induire un risque mortel.

### Classe F
La classe F a été créée récemment (1998 aux États-Unis, la norme NFPA 10 a nommé cette classe « K ») pour les feux liés aux auxiliaires de cuisson (huiles et graisses) dans les appareils de cuisson. En effet, bien que ces feux soient à proprement parler de classe B, la présence généralement d'appareils sous tension dans le voisinage du feu et le besoin d'agents extincteurs compatibles avec la chaîne alimentaire ont nécessité la création de nouveaux extincteurs plus adaptés. Ceux-ci contiennent des agents chimiques secs (par ex. acétate d'ammonium) qui ont le même effet que la mousse : ils étouffent le feu par la création d'un film (par saponification) à la surface du liquide. De plus, cette classe fait porter l'attention sur le risque important d'explosion par vaporisation liée à l'utilisation d'eau sur ces feux.

### Autres classes
Sur des feux de classe A (à condition que le foyer ne soit pas de type profond, c’est-à-dire sans braise) et B un extincteur au dioxyde de carbone peut être utilisé selon le principe du « tout ou rien ». En cas de réussite le feu est complètement éteint, en cas d'échec il reprend avec la même intensité.

## Classification européenne
Les principaux agents extincteurs utilisés sur le matériel portable sont listés dans le tableau suivant correspondant :
| Classes              | classe A | classe B | classe C                                                                                         | classe D                                                                                              | classe F |
| -------------------- | --- | --- | ------------------------------------------------------------------------------------------------ | --- | --- |
| Dénomination         | Feux « secs » ou « braisants » Feux de matériaux solides formant des braises                                    | Feux « gras » Feux de liquides ou de solides liquéfiables | Feux « gazeux » Feux de gaz                                                                      | Feux de métaux                                                                                        | Feux d'huiles et graisses végétales ou animales (auxiliaires de cuisson)                                                                               |
| Combustible          | Bois, papier, tissu, plastiques (polychlorure de vinyle, sigle PVC), déchets, nappe de câbles électriques, etc. | Hydrocarbures (essence, fioul, pétrole), alcool, solvants, acétone, paraffine, plastiques (polyéthylène, polystyrène), graisses, goudrons, vernis, huiles, peinture, etc. | Propane, butane, acétylène, gaz naturel ou méthane, gaz manufacturé                              | Limaille de fer, phosphore, poudre d'aluminium, poudre de magnésium, sodium, titane, etc.             | En lien avec l'utilisation d'un auxiliaire de cuisson (cocotte minute, friteuse)                                                                       |
| Agent extincteur     | - Eau pulvérisée (A) - Eau pulvérisée avec additif (émulseur) ou mousse - Gaz inerte                            | - Dioxyde de carbone (CO2) - Eau pulvérisée avec additif (émulseur) (AB) ou mousse - Poudres BC (BC) - Gaz inerte                                                         | - Poudres BC (BC)                                                                                | Extinction réservée aux spécialistes avec du matériel adapté (poudres D) (D) (sable sec, terre sèche) | - Poudres BC (BC) - Agents de classe F (carbonate de potassium ou acétate d'ammonium)                                                                  |
| Agent extincteur     | Poudres polyvalentes ABC                                                                                        | |                                                                                                  | Extinction réservée aux spécialistes avec du matériel adapté (poudres D) (D) (sable sec, terre sèche) | - Poudres BC (BC) - Agents de classe F (carbonate de potassium ou acétate d'ammonium)                                                                  |
| Manœuvres et risques | L'eau est indiquée, bon marché, et agit par refroidissement.                                                    | Extinction au CO2 à condition que la surface enflammée ne soit pas trop grande.                                                                                           | Fermer la vanne d'alimentation. Attention : risque d'explosion en cas de soufflage de la flamme. | Danger d'explosion : eau interdite.                                                                   | Refermer le récipient avec le couvercle, une couverture antifeu ou une serpillère humide (pas trempée. L'huile réagit violemment au contact de l'eau). |

## Comparaison de la classification internationale
| Américain | Européen/Australien     | Source                             |
| --------- | ----------------------- | ---------------------------------- |
| Classe A  | Classe A                | Combustibles ordinaires            |
| Classe B  | Classe B                | Liquides inflammables              |
| Classe B  | Classe C                | Gaz inflammables                   |
| Classe C  | (anciennement classe E) | Appareils électriques sous tension |
| Classe D  | Classe D                | Métaux combustibles                |
| Classe K  | Classe F                | Huile et graisse (cuisson)         |